# Detonator Orgun
Detonator Orgun (DETONATORオーガン,デトネイターオーガン) é uma série anime OVA de três episódios dirigida por Masami Obari com character design de Kia Asamiya. Foi lançada no Japão no início da década de 90 pela AIC. A história da série se passa no distante ano 2292 e apresenta elementos de ficção científica e mecha.
No Brasil a série foi exibida em 1997 pela extinta TV Manchete, no programa U.S. Manga.
Esse OVA seria similar a série Tekkaman Blade, o mecha Orgun Detonator lembra ao Tekkaman Blade, embora não tenha referência a essa série.

## Sinopse
A trama se desenvolve em torno de Tomoru Shindo, um estudante comum que vive na "Cidade N° 5", na Terra do ano 2292. Faltando apenas alguns meses para se formar na faculdade, as maiores preocupações de Tomoru são as típicas para um jovem na posição dele: o que fazer após a formatura e finalizar o mais recente jogo lançado para seu Psych-Sim (um tipo de Video-game que é ligado diretamente no cérebro). Mas a vida está para se tornar bem mais complicada! Os sonhos de Tomoru estão sendo invadidos por uma forma de vida misteriosa, de fora do nosso sistema solar, que o alerta quanto a um perigo iminente a todo o planeta e o impulsiona a preparar-se para a batalha. Enquanto ele luta para entender esta situação, Michi, uma jovem pesquisadora que trabalha para a inteligência da Earth Defence Force (Força de Defesa da Terra), juntamente com I-Zack, um super computador, correm para desvendar os segredos de uma armadura alienígena. Mas ao que parece, a armadura tem seus próprios planos.
Um grupo de alienígenas hostis, chamados Evoluders (Evoluídos na versão brasileira), chega e lança uma máquina assassina na cidade de Tomoru. Sua missão: destruir o soldado renegado Orgun. Mas o que encontra é um confuso Tomoru, que agora precisa combater um inimigo saído diretamente de seus pesadelos.

## Elementos da série

### A Terra em 2292
A humanidade vive em uma sociedade pós-moderna. Tudo é automatizado e as pessoas vivem em belas megalópoles. A maioria dos veículos terrestres usa sistemas antigravitacionais. Cada megalópole tem um número ao invés de um nome. Por exemplo, Tomoru Shindo vive na Cidade Número 5 localizada na região do equador terrestre. Todos os prédios são arranha-céus absurdamente gigantescos feitos de aço e vidro. Assim, toda a ação da série se passa no espaço ou na cidade.

### Earth Defense Force (EDF) – (Força de Defesa da Terra)
A EDF é a única força armada da humanidade. Eles utilizam veículos transformáveis extensivamente e dispõem de uma frota de espaçonaves armadas. A EDF é quase onipresente, está em todos os lugares: na Terra, no espaço e nas colônias. Mesmo quando não parece haver uma grande ameaça se aproximando, a EDF sempre conduz seus negócios sem se importar muito com os direitos individuais das pessoas. Entretanto, a EDF não impõe sua lei. Aparentemente as pessoas são livres e a EDF utiliza todos os esforços para ter a melhor imagem possível junto à opinião pública.
Já que os veículos da EDF são transformáveis, eles são muito versáteis e facilmente disponibilizáveis para combate. Os "mecha-caças" ou "homens-pássaro" permitem uma superioridade no ar e conseguem chegar primeiro ao campo de batalha. Quando mais poder de fogo se faz necessário, "mecha-tanques" podem ser lançados de paraquedas logo em seguida.
Para a EDF tudo isso está ótimo, mas a história muda completamente de figura quando eles encaram os Evoluders. Os "homens-pássaro" são facilmente superados por eles. As armas da EDF são totalmente ineficazes contra a armadura dos Evoluders. Até mesmo um ataque em massa não consegue atingir um Evoluder sequer. Imagine um Evoluder caminhando pela cidade: pânico geral e prejuízo em massa. É por isso que a EDF, de forma relutante, confia a Orgun a proteção da Terra em seu lugar. Este é um duro golpe ao ego da EDF, e por isso, farão qualquer coisa que estiver a seu alcance para descobrir o segredo da tecnologia dos Evoluders, com o objetivo de adaptar seu armamento.

### Os Evoluders
No início da série, nada se sabe a respeito dos Evoluders ou porque Orgun quer tão desesperadamente chegar à terra.
Depois de termos contato com Orgun, descobrimos que os Evoluders são uma raça guerreira com tendência a destruir qualquer civilização que encontrem. Esta é uma das razões pelas quais Orgun se rebela. De alguma maneira ele sente que seu povo está errado. Ele quer chegar à Terra porque sabe que os Evoluders querem destruí-la. Uma boa parte da história da série é justamente descobrir o que faz da Terra tão preciosa para Ogun e quem são os Evoluders.
Os Evoluders chegam do espaço distante em seu Planeta de Batalha Zohma, uma espaçonave capaz de destruir um planeta inteiro com seus canhões de antimatéria (algo bem parecido com a Estrela da Morte). Zoa é seu líder militar e Lady Mhiku a líder espiritual. Lady Mhiku é religiosamente obedecida por conta de seus poderes precognitivos, mas é Zoa que dá ordens o tempo todo. E ele quer Orgun fora de seu caminho.
Ele mandará um Evoluder após o outro na tentativa de destruir Orgun. Ma sem sucesso. Quando o Planeta de Batalha chegar ao Sistema Solar, ele lançara ataques em massa para destruir qualquer oposição restante por parte da EDF. O confronto final ocorrerá em órbita, em torno da Terra e da lua. O último segredo sobre a origem dos Evoluders também será revelado ali.

## Enredo

### Primeiro episódio
Tomoru Shindo é um estudando universitário que vive na Cidade 5. Ele não consegue decidir o que quer fazer de sua vida após a formatura. Considera até mesmo a possibilidade de se alistar na "Earth Defense Force" (EDF). Tomuru adora o século XX (é inclusive vitima de chacota dos amigos por conta disso). É fã de pilotos da segunda guerra mundial e anseia por alguma aventura. Um dia, Tomoru começa a ter sonhos onde protege uma mulher de monstruosos mechas. Ele também sonha com um mecha chamado Orgun, que por algum motivo está fugindo de outros mechas. Os mechas atacam Orgun na lua e tudo é destruído.
O supercomputador I-Zack informa à professora Michi Kanzaki que está recebendo sinais vindos da lua. Um meteoro entra na atmosfera terrestre em direção a Cidade 5, mas de repente muda sua trajetória e cai no oceano. A EDF manda um esquadrão de "homens-pássaro" para investigar. Quando o objeto atinge a água começa a atacar a cidade. Os "homens-pássaro" lançam um ataque sobre o objeto, que é um mecha. É revelado que a equipe de cientistas da EDF, da qual Kanzaki faz parte, estava desenvolvendo algo baseado nas especificações contidas no misterioso sinal vindo do espaço, o que acabou revelando-se ser um mecha, o mesmo que aparece nos sonhos de Tomoru. Enquanto isso o alienígena continua a destruir a cidade, e nenhum dos armamentos da EDF parece ser eficaz contra ele. Então o mecha construído por Kanzaki acorda e escapa do laboratório subterrâneo onde estava. Tomoru e a professora Kanzaki tentam encontrar um local de onde possam ver o monstro alienígena, que então os ataca. A situação então se torna uma cópia exata de um dos sonhos de Tomoru. Tomoru e a professora estão encurralados. De repente o mecha criado por Kanzaki aparece e convida Tomoru para a batalha. Ele aceita a oferta, uni-se ao mecha e derrota o invasor, e também um segundo que havia aparecido.
Após a batalha, Tomoru é libertado do mecha. De alguma maneira ele recebeu as memórias do mecha quando estava unido a ele. Tomoru diz que o nome dele é Orgun, e que ele viajou 260 milhões de anos para chegar á Terra. Orgun é da mesma raça dos invasores, uma espécie conhecida como Evoluders.

### Segundo espisódio
A EDF constrói réplicas de Orgun para defender a Terra. E então revelado que os Evoluders são na verdade descendentes da tripulação de uma nave de exploração lançada da própria Terra 200 anos antes. Devido aos efeitos da relatividade especial eles experimentaram uma dilatação de milhões de anos no tempo. As condições duras de vida no espaço fizeram com que eles evoluíssem para uma forma híbrida metade-humana, metade-máquina. Alguns Evoluders possuem humanos ligados a eles, como é caso de Kumi Jefferson com Mhiku, e Tomoru com Orgun.

### Terceiro episódio
Os Evoluders atacam a Terra. Eles são rechaçados com sucesso por Orgun e a EDF. O Comandante Zoa consegue disparar o canhão principal de antimatéria, mesmo com o centro de controle destruído. Orgun e Zoa travam seu último e derradeiro combate e Orgun descobre que Mihiko é uma humana aprisionada por Zoa e usa seu dom de prever o futuro para seu bem. Zoa leva a melhor em Orgun e o põe no chão. Mesmo com parte de seu corpo danificado, Orgun usa parte de sua força e consegue derrotar Zoa. No entanto Orgun consegue parar o raio com um ataque que utiliza a luz solar. Orgun morre no processo, mas Tomoru sobrevive. O líder dos Evoluders, Comandande Zoa, é morto e Mihiku retoma a liderança dos Evoluders, que deixam a terra pacificamente. Tomoru e Michi caminham em direção ao pôr-do-sol. No fim aparece um garoto chamado Mamoru, possível filho de Tomoru e Michi junto com outros garotos caminhando em um museu de exposição e vê a jaqueta de seu pai na exposição do museu e também Orgun, seu mecha que foi totalmente restaurado.

## Vozes

### Elenco japonês (seiyus)
- Tomoru Shindo/Orgun - Kouichi Yamadera
- Yoko Mitsurugi - Emi Shinohara
- I-Zack - Nobuo Tanaka
- Professora Michi Kanzaki - Yumi Touma
- Bannings - Bouya Ueda
- Kumi Jefferson/Mihiku - Hiroko Kasahara
- Comandante Zoa - Kenji Utsumi
- Virgil - Masashi Ebara
- Lang - Norio Wakamoto
- Simmons - Norio Wakamoto
- Foreston - Takkou Ishimori
- Nokku - Toshihiko Seki

### Dublagem brasileira
- Tomoru Shindo/Orgun - Marcelo Campos
- I-Zack - Carlos Seidl
- Yoko Mitsurugi - Márcia Morelli
- Bannings - Guilherme Briggs
- Kumi Jefferson - Manolo Rey
- Virgil - Fábio Lucindo
- Lang - Sérgio Stern
- Simmons - Gutemberg Barros
- Foreston - Hugo Prata
- Nokku - André Belizar
- Professora Michi Kanzaki - Raquel Marinho
- Comandante Zoa - Gilberto Baroli
- Lady Mihiko  - Denise Reis (Popitz na época do lançamento do ova no Brasil)
- Estúdio: Gota Mágica

## Games
- Detonator Orgun – Hot B (DETONATORオーガンホット・ビィ) (Mega CD)

Lançamento: 1 de junho de 1992

Game de aventura inspirado na série lançado no Japão.
- Super Robot Taisen W (Nintendo DS).

Lançamento: 1 de março de 2007

Orgun aparece como um dos personagens principais neste game.